# 八木田幸恵
八木田 幸恵（やぎた ゆきえ、1968年10月28日 - ）は、ナレーター。宮城県仙台市出身。

## 来歴・人物
文教大学人間科学部卒。1991年、リクルートに入社。翌1992年にテレビ金沢に入社。その後、1994年に退社。フリーになり現在に至る。2022年10月1日付けで、シグマ・セブンeに所属。

## 出演番組

### テレビ
- 韓国歴史ドラマ「トンイ」〜「もっと楽しむトンイ！」（NHK BSプレミアム ナレーション）
- お庭百景(2010年5月 - 、テレビ東京、ナレーター)
- 虎の門（テレビ朝日、ナレーション）
- スーパーワイド （TBSテレビ、ナレーション）
- 全米オープンのすべて(ゴルフネットワーク、ナレーション)
- BSフレッシュガイド （NHK-BS2、キャスター）
- 日経夕刊 （テレビ東京、キャスター）
- 日経サテライトニュース - 日経CNBC（キャスター）
- ワイド経済ニュース （ブルームバーグテレビジョン、アンカー）
- Mysteryブックナビ （ミステリチャンネル、ナレーション）
- BS11（ニュースキャスター）

### ラジオ
- 四番 なかやま（TBSラジオ、ナレーション、アシスタント）
- J-WAVE（ニュースルーム・アナウンサー）
- Morning Voyage （J-WAVE、ナビゲーター）
- OH! MY RADIO （J-WAVE、ナレーション ）
  - nemu RING RING （J-WAVE、ナビゲーター）
- ザ・ホットライン 東京わがままモーニング （アール・エフ・ラジオ日本、パーソナリティ）